# Dyleň
Dyleň (rod ženský, německy Tillenberg) je hora v Českém lese a v okresu Cheb ležící asi 15 kilometrů západním směrem od Mariánských Lázní. Její vrchol leží v nadmořské výšce 940 metrů a je vzdálen asi 500 metrů od státní hranice České republiky se Spolkovou republikou Německo, přesněji s Bavorskem.

## Věž na vrcholu
Vrchol, ležící mezi hranicí se SRN a železnou oponou, jejíž linie je dodnes patrná asi kilometr směrem do vnitrozemí, měl strategický význam v době studené války. Vzhledem k tomu, že se jedná o výrazný vrch s dalekým rozhledem do Bavorska, byla na něm postavena obytná budova pro vojenskou posádku, pozorovací a odposlouchávací věž. Probíhal zde monitoring rádiového provozu v téměř celém Bavorsku. Podobná věž sloužící ke stejným účelům naopak amerických výzvědných služeb stojí dodnes v Německu na hoře Schneeberg.
Odposlouchávací stanice ztratila svůj význam po sametové revoluci. V devadesátých letech 20. století bylo její vybavení demontováno, věž byla rekonstruována a v současnosti slouží jako retranslační věž, vysílač televizních a rozhlasových programů. V pásmu VKV odtud vysílá Český rozhlas (ČRo1, 97,6 MHz a ČRo Karlovy Vary, 100,8 MHz) a chebské soukromé Rádio Egrensis (92,5 MHz). Díky výhodné poloze vysílače lze programy zachytit v dalekém okolí nejen v Česku, ale i v Horní Falci a Horních Francích. Rádio Egrensis tak lze díky vyššímu výkonu vysílače poslouchat například ve vyšších polohách i v okolí Řezna.
Vrcholová věž i okolní objekty jsou dosud obehnány původním oplocením z ostnatého drátu a jsou pro veřejnost nepřístupné.

## Střed Evropy

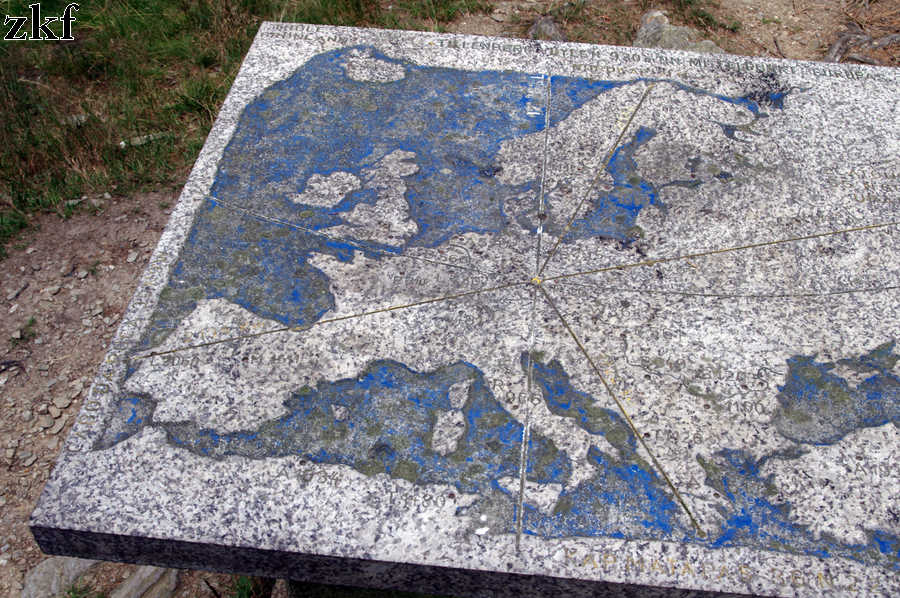
Mapa s vyznačeným středem Evropy pod Dylení

Podle místní tradice Dyleň roku 1805 prohlásil Napoleon Bonaparte za zeměpisný střed Evropy. To dodnes připomíná kamenný sloup s nápisem, jenž však leží od vrcholu asi kilometr jihozápadním směrem a o více než sto metrů níže.

## Ohlasy v literatuře
Dyleň inspirovala německého básníka Ernsta Freimuta (vlastním jménem Johanna Sommerta) k sepsání epické básně Der Tillenberg: Ein Sagenschatz aus dem Egerlande (Dyleň: poklad pohádek z Poohří) která byla poprvé vydána roku 1904.